# Arbitration Interframe Space
L'Arbitration Interframe Space (AIFS) est l'un des intervalles inter-trames utilisé par les réseaux WLAN de la norme IEEE 802.11. Il représente la durée écoulée entre deux transmission de trames et se fonde sur le mode Enhanced Distributed Channel Access (EDCA) de l'amendement IEEE 802.11e. L'AIFS peut alors avoir une valeur différente en fonction des catégories de trafic (TC), ce qui permet une priorisation différente des trames en fonction des applications. Par exemple, un AIFS court permettra de raccourcir le temps entre deux trames, ce qui est favorisé dans le cas d'une application sensible à la gigue, comme la VoIP ou le streaming en temps réel.
La valeur de l'AIFS dépend de la catégorie de trafic (access category), représentée par l'AIFSN (AIFS Number). Il est calculé de la manière suivante :
{\displaystyle \mathrm {AIFS} =(\mathrm {AIFSN[AC]} \times {\text{Dur}}\mathrm {\acute {e}} {\text{e d'un slot}})+}{\displaystyle \color {Blue}\mathrm {SIFS} }
L'AIFS est toujours au moins égal au DIFS.
Les AIFSN peuvent être définis par le point d'accès, dans le paramètre EDCA des trames de beacon et de probe response. Dans le cas contraire, la station doit utiliser les valeurs par défaut définies dans la norme IEEE 802.11 :
| Access category  | AIFSN |
| ---------------- | ----- |
| Background (BK)  | 7     |
| Best Effort (BE) | 3     |
| Video (VI)       | 2     |
| Voice (VO)       | 2     |